# Reinhard Kapfer
Reinhard Kapfer (* 17. Dezember 1952 in Bamberg; † 28. September 2021) war ein deutscher Ethnologe, Autor und Verleger, der insbesondere durch die Gründung und langjährige Herausgeberschaft der ethnologischen Zeitschrift und späteren Edition Trickster hervorgetreten ist.

## Leben und Wirken
Reinhard Kapfer wuchs in Weiding bei Polling auf und ist in Mühldorf am Inn zur Schule gegangen. Anschließend studierte er Ethnologie und Literaturwissenschaft an der Ludwig-Maximilians-Universität München. Zusätzlich absolvierte er eine Ausbildung zum Landwirt. Nach seinem Studium engagierte er sich früh in der ethnologischen Fachöffentlichkeit und war Mitbegründer der Zeitschrift Trickster, die 1977 aus dem studentischen Umfeld der Deutschen Gesellschaft für Völkerkunde (DGV), heute Deutsche Gesellschaft für Sozial- und Kulturanthropologie, hervorging. Die Zeitschrift wurde ab der dritten Ausgabe bis zu ihrer Einstellung 1990 maßgeblich von einem Münchner Team um Kapfer und Werner Petermann herausgegeben.
1981 gründeten Kapfer und seine Mitstreiter aus dem Zeitschriftenprojekt heraus den Trickster-Verlag, der sich auf ethnologische Themen spezialisierte, die im akademischen Mainstream wenig Beachtung fanden, darunter Dekolonisierung, Action Anthropology (Aktionsethnologie), ethnographischer Film und postmoderne Ethnologie. Der Verlag entwickelte sich zu einer wichtigen Plattform für innovative ethnologische Debatten im deutschsprachigen Raum. 1996 wurde der Trickster Verlag als Edition Trickster in den Peter Hammer Verlag integriert, wobei Kapfer weiterhin die inhaltliche Ausrichtung und Redaktion verantwortete. Erst mit Beginn der 2020er Jahre erfolgte eine Übergabe an eine neue Redaktion, kurz bevor Kapfer im Herbst 2021 nach langer Krankheit verstarb.
Kapfer galt als eine der prägenden Figuren der deutschsprachigen Ethnologie außerhalb des universitären Mainstreams. Mit der Zeitschrift und dem Verlag Trickster schuf er ein Forum für Themen und Ansätze, die in der institutionalisierten Ethnologie seiner Zeit wenig Resonanz fanden. Sein Engagement trug dazu bei, eine jüngere Generation von Ethnologinnen und Ethnologen für innovative und kritische Ansätze zu sensibilisieren.
Neben seiner verlegerischen Tätigkeit war Kapfer auch als Autor und Herausgeber aktiv. Zu seinen Veröffentlichungen zählt unter anderem der Band Wüste und blühendes Land? Zur deutschsprachigen Ethnologie (1989). Darüber hinaus hat er für den Heyne Verlag über viele Jahre Science-Fiction-Bücher Korrektur gelesen.
Reinhard Kapfer wird als Vordenker einer offenen, experimentellen und gesellschaftlich engagierten Ethnologie gewürdigt.
Kapfer lebte über Jahrzehnte in München und Polling (bei Mühldorf am Inn), aber auch mehrere Jahre in Maroua in Kamerun. Kapfer war Vater von zwei Söhnen. Bis zu seinem Tod verband ihn eine langjährige Arbeits- und Lebensbeziehung mit der Künstlerin Stefanie Zoche.

## Publikationen (Auswahl)
- Flahertys Erben: die Stunde der Ethnofilmer. Trickster-Verlag, München 1988
- Rituale von Leben und Tod: Robert Gardner und seine Filme. Trickster-Verlag, München 1989
- Jäger und Gejagte: John Marshall und seine Filme. Trickster-Verlag, München 1991
- Wegmarken: eine Bibliothek der ethnologischen Imagination. Hammer, Wuppertal 1998
- Die Frauen von Maroua: Liebe, Sexualität und Heirat in Nordkamerun. Hammer, Wuppertal 2005[6]